# Římskokatolická farnost Střelské Hoštice
Římskokatolická farnost Střelské Hoštice je územním společenstvím římských katolíků v rámci strakonického vikariátu Českobudějovické diecéze.

## O farnosti

### Historie
Roku 1384 se připomíná střelskohoštická plebánie. Ta později zanikla a její území se stalo součástí katovické farnosti. Roku 1786 byla zřízena lokálie, která byla v roce 1882 povýšena na samostatnou farnost. V roce 1819 byl postaven nový farní kostel.

### Současnost
Farnost Střelské Hoštice je spravována ex currendo z Katovic.
| Kostel                     | Místo                  | Bohoslužba             | Bohoslužba             | Poznámka     |
| -------------------------- | ---------------------- | ---------------------- | ---------------------- | ------------ |
| Kaple                      | Dolní Poříčí           | neslouží se pravidelně | neslouží se pravidelně | obecní kaple |
| Kaple                      | Horní Poříčí           | neslouží se pravidelně | neslouží se pravidelně | obecní kaple |
| Kaple sv. Václava          | Kozlov                 | neslouží se pravidelně | neslouží se pravidelně | obecní kaple |
| Kostel sv. Martina         | Střelské Hoštice       | neděle                 | 11.30                  | farní kostel |
| Kaple sv. Jana Nepomuckého | Střelskohoštická Lhota | neslouží se pravidelně | neslouží se pravidelně | obecní kaple |
| Kaple sv. Anny             | Svaté Pole             | neslouží se pravidelně | neslouží se pravidelně | poutní kaple |